# 尚波莱翁
尚波莱翁（法語：Champoléon，法語發音：[ʃɑ̃pɔleɔ̃]）是法国上阿尔卑斯省的一个市镇，属于加普区。

## 地理
尚波莱翁（44°43'14"N, 6°15'40"E）面积98.54 平方千米，位于法国普罗旺斯-阿尔卑斯-蓝色海岸大区上阿尔卑斯省，该省份为法国东南部内陆省份，北起萨瓦省，西北接伊泽尔省，西南接德龙省，南至上普罗旺斯阿尔卑斯省，东北部与意大利接壤。
与尚波莱翁接壤的市镇（或旧市镇、城区）包括：拉让蒂耶尔-拉贝塞、弗雷西尼耶尔、拉沙佩勒-昂瓦尔戈德马、尚普索地区拉莫特、奥西耶尔、圣让-圣尼古拉、圣米歇尔德沙约勒、瓦卢伊斯-佩尔武。

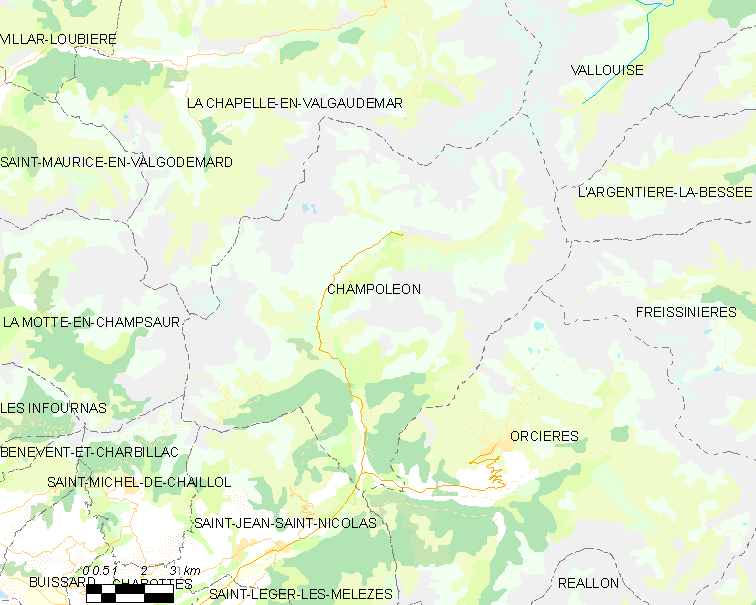
尚波莱翁的OSM定位图

尚波莱翁的时区为UTC+01:00、UTC+02:00（夏令时）。

## 行政
尚波莱翁的邮政编码为05260，INSEE市镇编码为05032。

## 政治
尚波莱翁所属的省级选区为圣博内昂尚索尔县。

## 人口

1962-2008年间尚波莱翁人口变化图示

尚波莱翁于2022年1月1日时的人口数量为139人。